# TBS (film)
TBS is een Nederlandse film uit 2008. De thriller van regisseur Pieter Kuijpers gaat over een ontsnapte tbs'er die veroordeeld is voor de moord op zijn vader en zijn jongere zusje.
De film trok in Nederland ruim 115 duizend bezoekers en werd 31 mei 2008 uitgezonden op Nederland 3. Eerder werd de film bekroond met de Gouden Film.
De film won in 2008 de prijs van beste speelfilm op de zeventiende editie van het Filmfestival van Philadelphia.

## Verhaal
Johan van der S. (Theo Maassen) is uitbehandeld en zal de rest van zijn leven moeten doorbrengen op de longstayafdeling van een tbs-kliniek. Johan geeft toe dat hij zijn vader heeft vermoord, maar houdt vol onschuldig te zijn aan de lustmoord op zijn zusje waarvoor hij is veroordeeld: hij zegt dat hij zijn vader vermoordde om wat deze haar aandeed. Omdat niemand hem wil geloven, ontsnapt hij om zijn onschuld te bewijzen. Hij doet dit door samen met een andere gevangene een medewerkster te gijzelen, en te bedreigen met gereedschap uit de werkplaats.
De vrouw wordt door de medegevangene verkracht en vervolgens, zoals later in de film blijkt, vermoord. Hij neemt afscheid van de medegevangene en gaat naar het huis van zijn moeder (Sacha Bulthuis), die alle contact verbroken heeft. Johan is ervan overtuigd dat zij hem vrij kan pleiten. Ze is er echter niet. De politie komt voorrijden en hij vlucht per auto. Op de hielen gezeten door de politie, gijzelt Johan de 13-jarige Tessa (Lisa Smit) die met haar vriendin op de bus zit te wachten. In de loop van de film doet ze twee mislukte pogingen om alarm te slaan, en een mislukte poging om te ontsnappen. Aan de andere kant ontstaat er ook vertrouwen en sympathie (Stockholmsyndroom). Ze mag ook chips eten, roken, en de auto soms besturen. Ze is er ook wel gevoelig voor dat Johan haar gegijzeld heeft en niet haar vriendin omdat ze wat bijzonders heeft. Ze vraagt Johan of hij op haar valt; dat laat hij in het midden. Hij koopt ook oorbellen voor haar.
Ze gaan naar het huis van Johans oma (Pim Lambeau); Tessa wordt opgesloten in de kofferbak en Johan gaat naar binnen. De oma liegt dat ze niet weet waar Johans moeder is. Zoals later in de film blijkt vermoordt Johan zijn oma. Hij vindt een ansichtkaart met het adres waar zijn moeder verblijft, op een camping in België. Met Tessa's hulp gaan ze ernaartoe, afwisselend met diverse gestolen auto's. Tessa gaat mee naar binnen. Johans moeder wil Johan niet helpen en zegt dat hij gestoord is. In Tessa's bijzijn vermoordt Johan zijn moeder.
Ze worden op de hielen gezeten en onder schot gehouden door de Belgische politie; deze staat op het punt Johan dood te schieten, maar door aarzeling van de autoriteiten wordt het moeilijker: Tessa zit nu bij Johan op schoot, waardoor een schot op Johan voor haar riskanter wordt. Zo dwingt Johan een vrije doortocht af naar Nederland. Hij gijzelt ook nog even een opdringerige journalist.
Terug in Nederland zegt Johan tegen Tessa dat ze weg mag, maar Tessa maakt zich zorgen om hem en wil nog even meegaan om hem te steunen.
Johan rijdt met haar naar de haven waar hij een doosje verstopt heeft met sieraden van zijn slachtoffers. Hij geeft heel veel om Tessa en als zij hem zegt dat ze hem zal schrijven en opzoeken, wil hij wel dat Tessa weet wie hij echt is. Hij vertelt haar de waarheid en laat haar het doosje zien met de sieraden. Tessa flipt en hyperventileert. Wanneer Johan haar wil kalmeren en haar een zakje voor de mond houdt om in te ademen, kan hij zijn moordlust niet meer tegenhouden en wurgt hij haar terwijl hij zich verontschuldigt. Hij hield zoveel van Tessa dat hij al die tijd moeite moest doen om zich in te houden. Hij wilde haar geen kwaad doen omdat zij lief voor hem was en ze een echte vriendin was. Uiteindelijk is het te laat voor Tessa en kan hij zich niet meer inhouden. Hij voegt haar oorbellen toe aan zijn collectie en geeft zich over aan de arriverende politie nadat hij het lijk van Tessa in het kanaal heeft gegooid, rouwend om wat hij heeft gedaan. De oorbellen waren in het begin bedoeld voor Tessa, maar iets in Johan vertelde hem dat hij het vroeg of laat toch zou doen. Omdat Tessa geen sieraden had, kocht hij de oorbellen.

## Rolverdeling
| Acteur           | Personage             |
| ---------------- | --------------------- |
| Theo Maassen     | Johan                 |
| Lisa Smit        | Tessa                 |
| Pim Lambeau      | Oma Johan             |
| Flip Filz        | Advocaat Johan        |
| Bob Schwarze     | Joska                 |
| Roos Ouwehand    | Therapeute ontvoering |
| Sacha Bulthuis   | Moeder Johan          |
| Jobst Schnibbe   | Politieonderhandelaar |
| Pieter Embrechts | Udo                   |
| Romana Vrede     | Begeleidster kliniek  |
| Martijn de Rijk  | Bewaarder kliniek     |
| Ria Marks        | Oudere therapeute     |
| Kevin Llewellyn  | Patiënt #1            |
| Bing Wiersma     | Patiënt #2            |
| Karst Woudstra   | Psychiater            |
| Menno van Beekum | Rechter               |
| Yale Sackman     | Vriendin Tessa        |
| Thomas Deelen    | Vrachtwagenchauffeur  |
| Mike Meijer      | Tankstationmedewerker |

## Vertoning
De film werd uitgebracht op 24 januari 2008 en op 31 mei 2008 uitgezonden op Nederland 3 als telefilm. Hij was ook tot 24 juni 2008 te bekijken op internet, op Telefilm.nl. Op 3 februari 2008 werd op Nederland 3 The making of TBS uitgezonden. De film was vanaf 11 juni 2008 verkrijgbaar op dvd en blu-ray. Die bevatte ook de documentaire over de totstandkoming van de film en extra scènes.
De dvd kan ook gestart worden met op de achtergrond audiocommentaar van Pieter Kuijpers en Theo Maassen.